# Shan shui

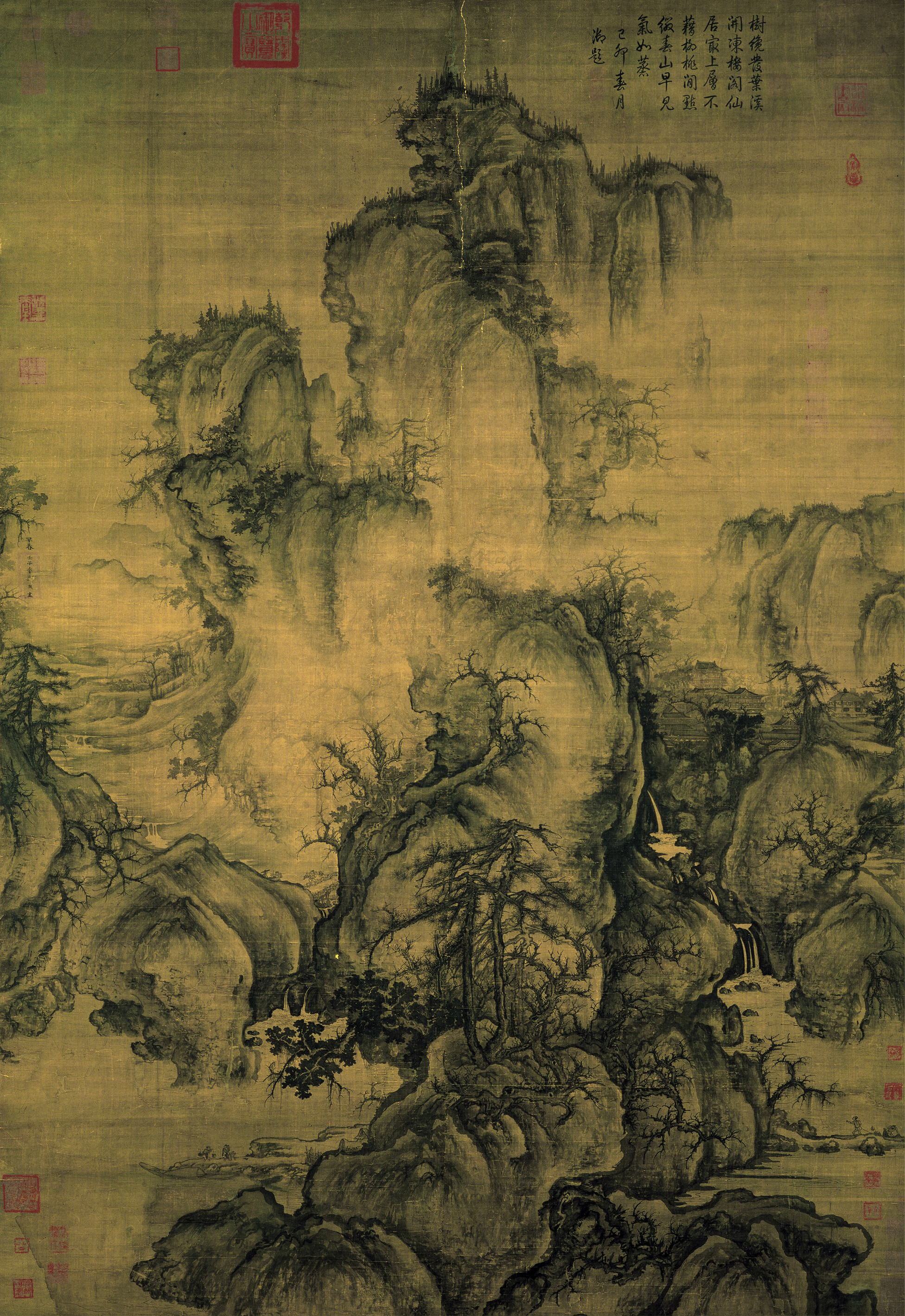
Principi de primavera pintat per Guo Xi (cap a 1020 - 1090 AD)

Shan shui (en xinès 山水 literalment "muntanya d'aigua") es refereix a un estil de pintura de la Xina que implica representar un escenari o paisatges naturals fent servir un pinzell i tinta més que no pas pintures convencionals. Les muntanyes, els rius i sovint els salts d'aigua són principalment tractats en aquest estil artístic.

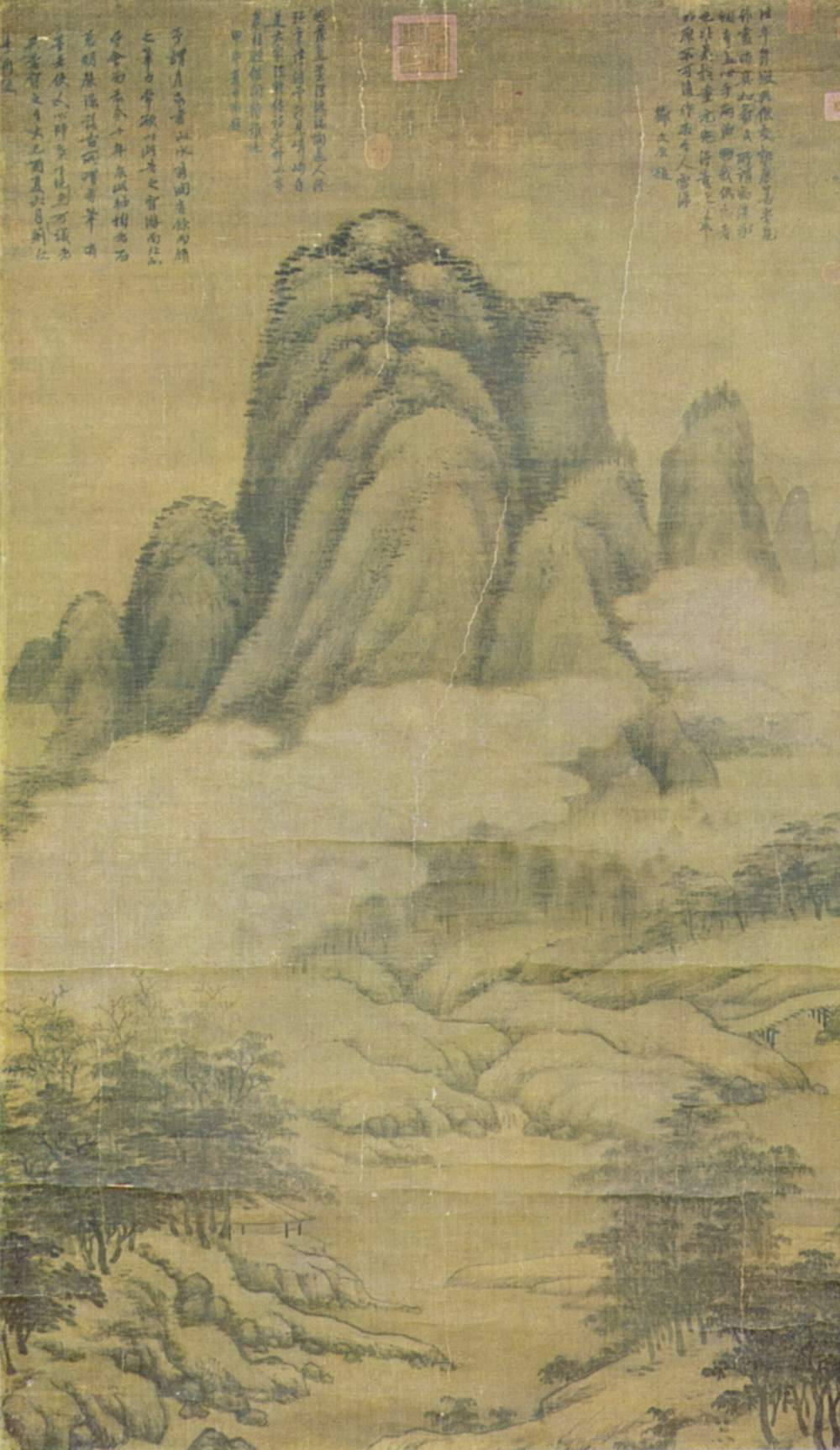
Pintura de Gao Kegong (1248-1310)

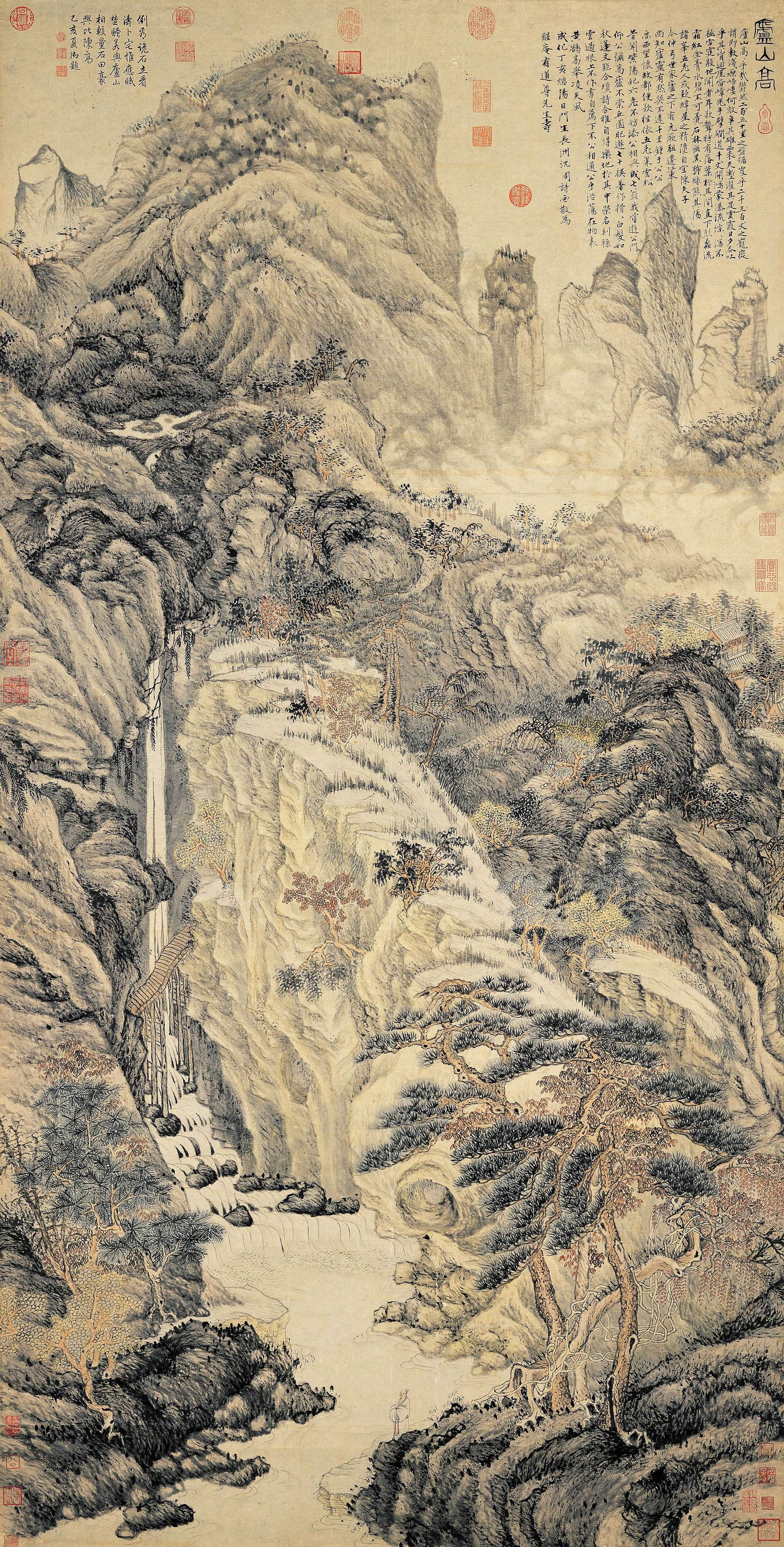
Pintura de Shen Zhou, 1467

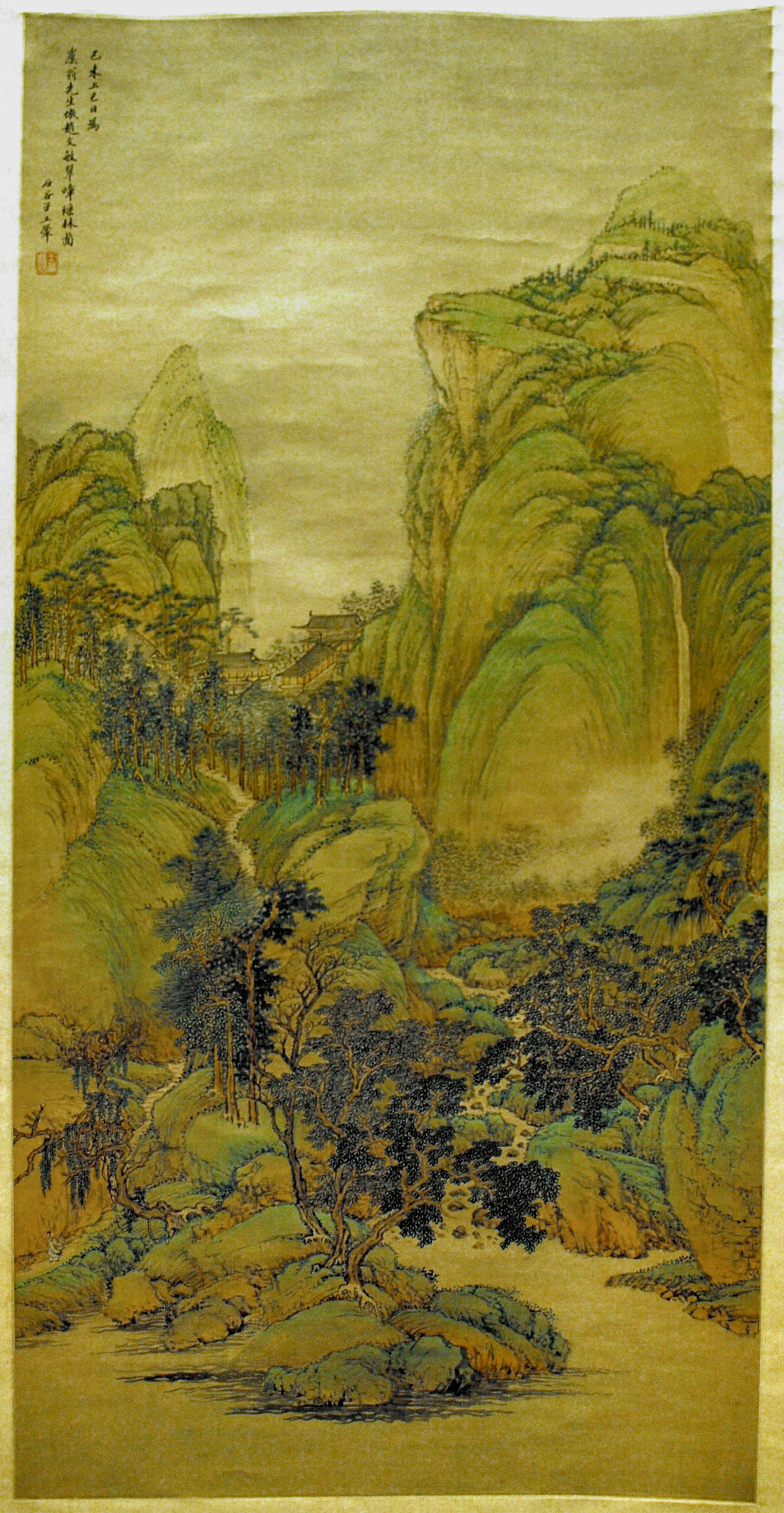
Pintura de Wang Hui (Dinastia Qing), 1679

Les pintures de l'estil Shan shui van agafar preeminència durant el segle v, durant la dinastia Liu Song. Un autor primerenc que va assolir la fama va ser Zhan Ziqian. Més tard va ser caracteritzat per un grup de pintors paisatgistes com Zhang Zeduan, la majoria molt coneguts que produïren paisatges a gran escala. Aquestes pintures de paisatges normalment representaven muntanyes, que sovint eren considerades com llocs sagrats a la Xina.
Posteriorment va esclatar una polèmica entre els artistes sobre el paper de la tradició, il·lustrada amb la defensa de Qian Xuan o el rebuig de Huang Gongwang, partidari d'innovar dins el gènere malgrat es mantinguessin els seus elements distintius. Bian Jingzhao va barrejar el paisatge amb la pintura d'animals de fort simbolisme, com la grua.
La dinastia Ming va esperonar de manera decidida el gènere entre els seus artistes, que va perdurar fins a la contemporaneïtat, com prova l'obra de Ding Guanpeng. Al segle XX pintors com Chang Dai-chien van revolucionar la pintura Shan sui amb l'addició de colors vius i noves tècniques de pinzellada solta, d'influència occidental, un llegat present també en els quadres de Wu Guanzhong.